# Jacki-O

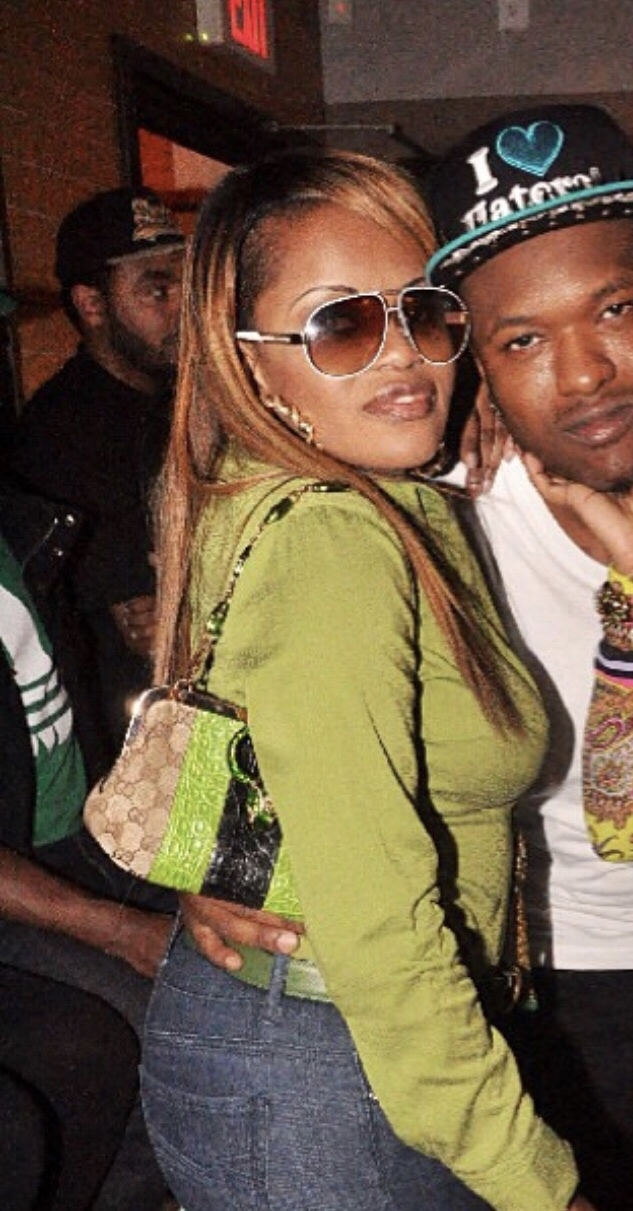
Jacki-O

Jacki-O (* 1975 in Miami, Florida; bürgerlich Angela Kohn) ist eine US-amerikanische Rapperin. 

## Karriere
Von 2002 bis 2004 war Jacki-O bei dem Label TVT Records unter Vertrag, anschließend bei Poe Boy Entertainment. 2007 gründete sie ihr eigenes, unabhängiges Plattenlabel Jack Movement Entertainment. Vor allem durch ihre schlüpfrigen Texte, insbesondere mit ihrer ersten Single Nookie wurde sie bekannt und bedient sich somit eines ähnlichen Stils wie die Rapperinnen Trina und Shawnna. 
Sie hat bisher zwei Soloalben veröffentlicht, Poe Little Rich Girl und Jack the Ripper, sowie mehrere Mixtapes.
Außerdem veröffentlichte sie im Februar 2008 ihr erstes Buch Grown & Gangsta (ISBN 0-9802047-0-4).

## Diskografie

### Alben
- 2004: Poe Little Rich Girl (Platz #95 in den Billboard 200 am 13. November 2004)
- 2007: Jack tha Ripper

### Singles
- 2004: Nookie (Platz 61 in den Billboard Hot R&B/Hip-Hop Songs)
- 2004: Sugar Walls
- 2004: Fine (featuring Ying Yang Twins, Platz 86 in den Billboard Hot R&B/Hip-Hop Singles & Tracks)
- 2004: Slow Down (Platz 65 in den Billboard Hot R&B/Hip-Hop Singles & Tracks)
- 2005: Break You Off (featuring Jazze Pha)
- 2007: Monkey

### Mixtapes
- 2004: The Official Bootleg
- 2004: Hurricane Jacki
- 2006: Free Agent
- 2007: Jack tha Rippa
- 2008: Grown & Gangsta
- 2009: BBBP (Bad Bitches Bang Pink)
- 2010: Griselda Blanco, La Madrina
- 2011: Straight from the Underground